# Pyšolec (hora)
Pyšolec je 464 metrů vysoký kopec nad vyrovnávací nádrží Vír II u obce Vír na řece Svratce. Na kopci se nachází zřícenina stejnojmenného hradu.

## Charakteristika
Pyšolec spadá geomorfologicky do celku Hornosvratecká vrchovina, podcelku Nedvědická vrchovina, okrsku Svratecká vrchovina, podokrsku Vírská vrchovina a do její části Zubštejn (Povrchnice).